# Everybody's Golf Portable
Everybody's Golf Portable (みんなのGOLFP?, Minna no Golf Portable) (Hot Shots Golf: Open Tee in America del Nord ed Everybody's Golf in Europa) è un videogioco della serie Everybody's Golf ed il primo ad essere pubblicato per console PlayStation Portable. Il videogioco è stato pubblicato il 12 dicembre 2004 in Giappone, il 3 maggio 2005 in America del Nord e il 1º settembre 2005 in Europa.